# (6417) Liberati
(6417) Liberati est un astéroïde de la ceinture principale.

## Description
(6417) Liberati est un astéroïde de la ceinture principale. Il fut découvert le 4 décembre 1993 à Stroncone par Antonio Vagnozzi. Il présente une orbite caractérisée par un demi-grand axe de 2,59 UA, une excentricité de 0,18 et une inclinaison de 3,9° par rapport à l'écliptique.

## Compléments